# Julian Washburn
Julian S. Williams Washburn (Houston, Texas, 18 de diciembre de 1991) es un jugador de baloncesto estadounidense que actualmente se encuentra sin equipo. Con 2,03 metros de estatura, juega en la posición de alero. Es hijo del exjugador profesional en la NBA Chris Washburn.

## Trayectoria deportiva

### Universidad
Jugó durante cuatro temporadas con los Miners de la Universidad de Texas en El Paso, en las que promedió 11,7 puntos, 3,8 rebotes y 3,1 asistencias por partido. En todas ellas recibió galardones por parte de la Conference USA a la que pertenece su universidad: en su primer año fue incluido en el mejor quinteto freshman, en 2013 en el tercer mejor quinteto absoluto de la conferencia, en 2014 en el segundo y ya por fin, en su temporada sénior fue elegido jugador defensivo del año. Además, en sus tres últimas temporadas apareció en el mejor quinteto defensivo.
Acabó su trayectoria universitaria como el jugador que más minutos ha disputado en la historia de los Miners, con 4.448 minutos, siendo además el único jugador en jugar más de 1.000 minutos en cada una de las temporadas de una carrera de cuatro años.

### Profesional
Tras no ser elegido en el Draft de la NBA de 2015, fue invitado por los Golden State Warriors para disputar las Ligas de Verano de la NBA. Participó únicamente en dos partidos, en los que promedió 1,0 puntos y 1,0 rebotes. El 22 de octubre firmó con los San Antonio Spurs, pero fue despedido dos días más tarde. El 30 de ese mismo mes fue adquirido por los Austin Spurs de la NBA Development League como jugador afiliado de San Antonio. Jugó una temporada, en la que promedió 4,3 puntos y 3,1 rebotes por partido.
En julio de 2016 volvió a ser invitado para disputar las Ligas de Verano, en esta ocasión por Los Angeles Clippers y San Antonio Spurs. El 5 de agosto firmó contrato con el Walter Tigers Tübingen de la Basketball Bundesliga alemana.
El 15 de enero de 2019 firmó un contrato dual con Memphis Grizzlies de la NBA, y su filial, los Memphis Hustle de la NBA G League.
El 7 de julio de 2019, es traspasado a Golden State Warriors pero fue cortado 10 días después.
En septiembre de 2019 se unió a los Delaware Blue Coats, que adquirieron sus derechos de los Austin Spurs.
En noviembre de 2020, firma por los Dorados de Chihuahua de la Liga Nacional de Baloncesto Profesional de México.
[actualizar]

## Estadísticas de su carrera en la NBA

### Temporada regular
| Año     | Equipo  | PJ | PT | MPP  | %TC  | %3P  | %TL  | RPP | APP | ROB | TPP | PPP |
| ------- | ------- | -- | -- | ---- | ---- | ---- | ---- | --- | --- | --- | --- | --- |
| 2018-19 | Memphis | 18 | 3  | 14.1 | .333 | .208 | .750 | 2.3 | .8  | .7  | .1  | 2.2 |
| Total   | Total   | 18 | 3  | 14.1 | .333 | .208 | .750 | 2.3 | .8  | .7  | .1  | 2.2 |